# Naleumont
Naleumont est un hameau de la commune belge de Léglise, dans la province de Luxembourg.
Avant la fusion des communes de 1977, il appartenait à l'ancienne commune d'Assenois.

## Situation et description
Naleumont est un petit hameau ardennais ayant la particularité d'être traversé par un cours d'eau, une route nationale et une voie ferrée se croisant quasiment au même endroit.
Le hameau est donc traversé par le ruisseau de Mellier et la ligne de chemin de fer 162 Namur-Arlon dans un axe nord-sud. Quant à la route nationale 894, elle passe dans la localité dans un axe est-ouest entre les villages de Léglise et Les Fossés.
La gare de Lavaux était implantée à Naleumont, les bâtiments sont rénovés en habitations.